# I Liceum Ogólnokształcące im. ks. Piotra Skargi w Szamotułach
I Liceum Ogólnokształcące im. ks. Piotra Skargi w Szamotułach – szkoła średnia zlokalizowana przy ulicy Mickiewicza 9 w Szamotułach (województwo wielkopolskie). Najstarsza szkoła średnia w powiecie szamotulskim.

## Historia

### 1919 – 1939
15 września 1919 władze miasta utworzyły Państwowy zakład średni (wyższy) naukowy dla chłopców. Bazą dla powstania szkoły była założona w 1877 we Wschowie pruska szkoła rolnicza, którą 7 kwietnia 1880 przeniesiono do Szamotuł. Placówkę upaństwowiono 1 października 1919. Znajdowała się przy ulicy ks. Piotra Skargi. Miała cztery klasy gimnazjalne oraz dwie najwyższe rolnicze, który to profil ostatecznie zakończył swoje funkcjonowanie w 1921. Od 21 stycznia 1920 szkoła nosiła nazwę Progimnazjum im. Piotra Skargi. Naukę koedukacyjną zainaugurowano 1 września 1921. Realizowano wówczas program ośmioletniego gimnazjum humanistycznego na podstawie starych uregulowań pruskich. Plany Ministerstwa Wyznań Religijnych i Oświecenia Publicznego wprowadzono począwszy od roku szkolnego 1926/1927. Pierwsza matura odbyła się 4 czerwca 1924 (zdało dziesięciorgo uczniów). Od 1933 szkoła stała się czteroletnim gimnazjum ogólnokształcącym oraz dwuletnim liceum humanistycznym (odpowiednio: mała i duża matura). Jedyni przedwojenni absolwenci ukończyli liceum w 1939 (łącznie w latach 1924-1939 było 286 absolwentów). Nosiło ono numer 790.

### 1939 – 1945
Okupant niemiecki umieścił w zabudowaniach placówki szkołę dla Niemców. Od grudnia 1944 do końca stycznia 1945 funkcjonował tu szpital wojenny dla rekonwalescentów.

### 1945 – 1990
25 lutego 1945 rozpoczęły się zajęcia Państwowego Gimnazjum i Liceum im. ks. Piotra Skargi (rok szkolny oficjalnie zainaugurowano dopiero 1 marca). Na lekcje uczęszczało 328 uczniów w wieku od trzynastu do 25 lat i starszych. Pierwsza powojenna matura miała miejsce 10 i 11 lipca 1945. Istniały dwa profile: humanistyczny i matematyczno-fizyczny. W 1957 liceum uzyskało numer 54. W 1966 na lekcje uczęszczało 588 uczniów. W 1970 utworzono klasę o poszerzonym programie sportowym, a w 1972 przywrócono zlikwidowane wcześniej profile (podstawowy, biologiczno-chemiczny i matematyczno-fizyczny). W 1975 zlikwidowano numer liceum. 
Rok szkolny 1976/1977 rozpoczęto w nowym, obecnym budynku przy ul. Mickiewicza, co pozwoliło na zwiększenie liczby uczniów. 10 grudnia 1980 szkoła uzyskała imię rewolucjonisty Jarosława Dąbrowskiego. 12 grudnia 1981 otrzymała sztandar. W 1983 przekształcono placówkę w Zespół Szkół im. gen. Jarosława Dąbrowskiego (Liceum Ogólnokształcące oraz Studium Nauczania Początkowego, od 1984 Studium Nauczycielskie). We wrześniu 1988 zrealizowano sześć nowych sal dydaktycznych wraz z szatniami i rozbudowano bibliotekę.

### Po 1990
9 czerwca 1990, po upadku komunizmu, przywrócono szkole imię pierwotnego patrona, czyli księdza Piotra Skargi. Nowy sztandar przekazano 2 maja 1991. 31 sierpnia 1992 rozwiązano Studium Nauczycielskie i 31 sierpnia 2001 liceum było samodzielną placówką. Od 1945 do 2001 opuściło ją 5128 absolwentów. W 2001 przy liceum powstało gimnazjum, w związku z czym stworzono zespół oświatowy pod nazwą Gimnazjum i Liceum im. ks. Piotra Skargi w Szamotułach. Od 2004 funkcjonuje tylko liceum.

## Absolwenci
Do wybitnych absolwentów szkoły należeli:
- Jerzy Buszkiewicz (architekt, urbanista)[2],
- Bartłomiej Firlet (aktor)[3],
- Henryk Konopacki (chemik, polityk, minister w okresie PRL),
- Marian Król (agronom, polityk, poseł na Sejm PRL i III RP),
- Romuald Krygier (etnograf, krajoznawca),
- Lech Krzyżaniak (archeolog, dyrektor Muzeum Archeologicznego w Poznaniu),
- Tadeusz Marcinkowski (lekarz, patolog),
- Maria Pelec-Gąsiorowska (artystka plastyk)[2].

## Galeria

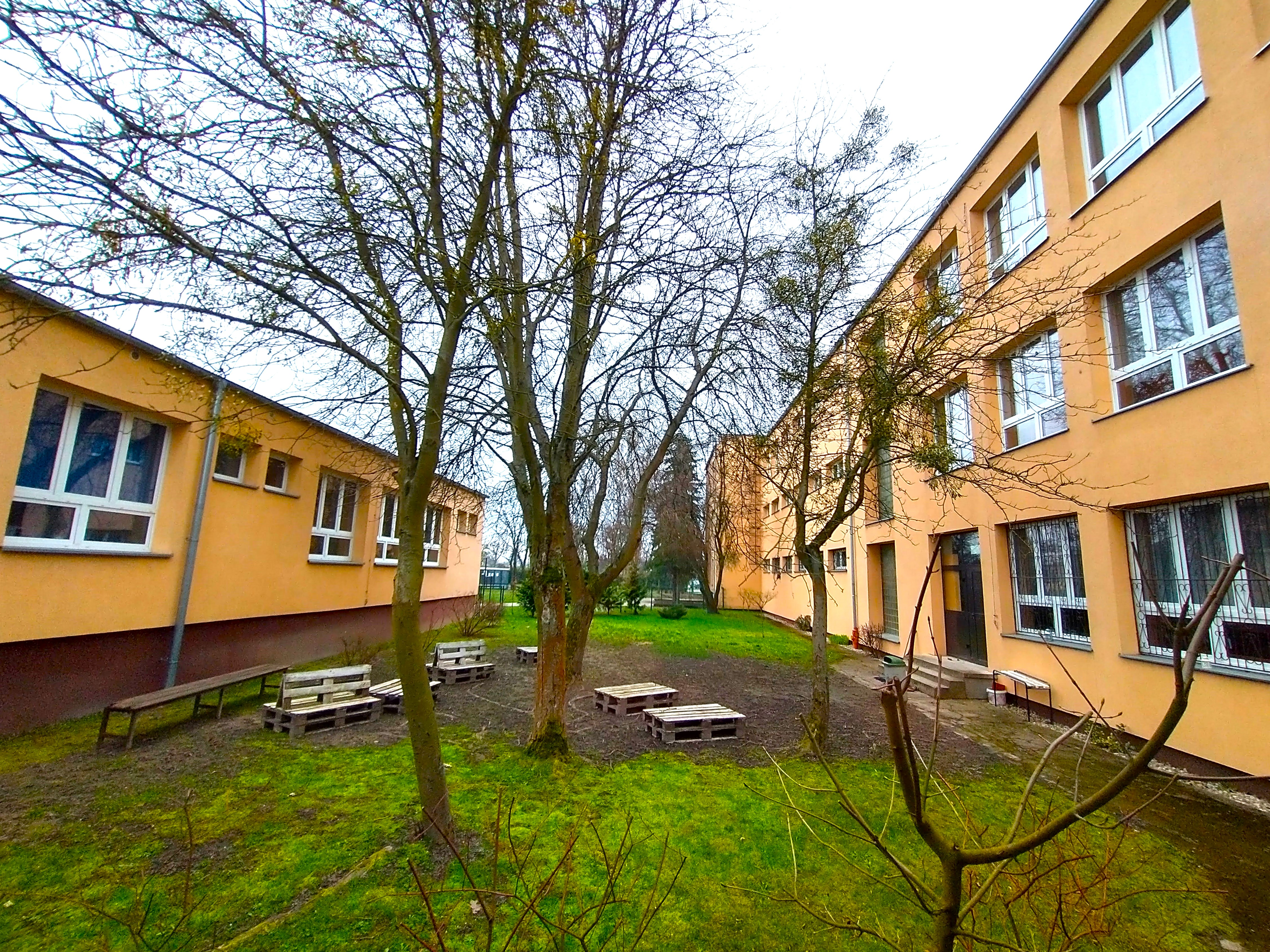
Jeden z dziedzińców
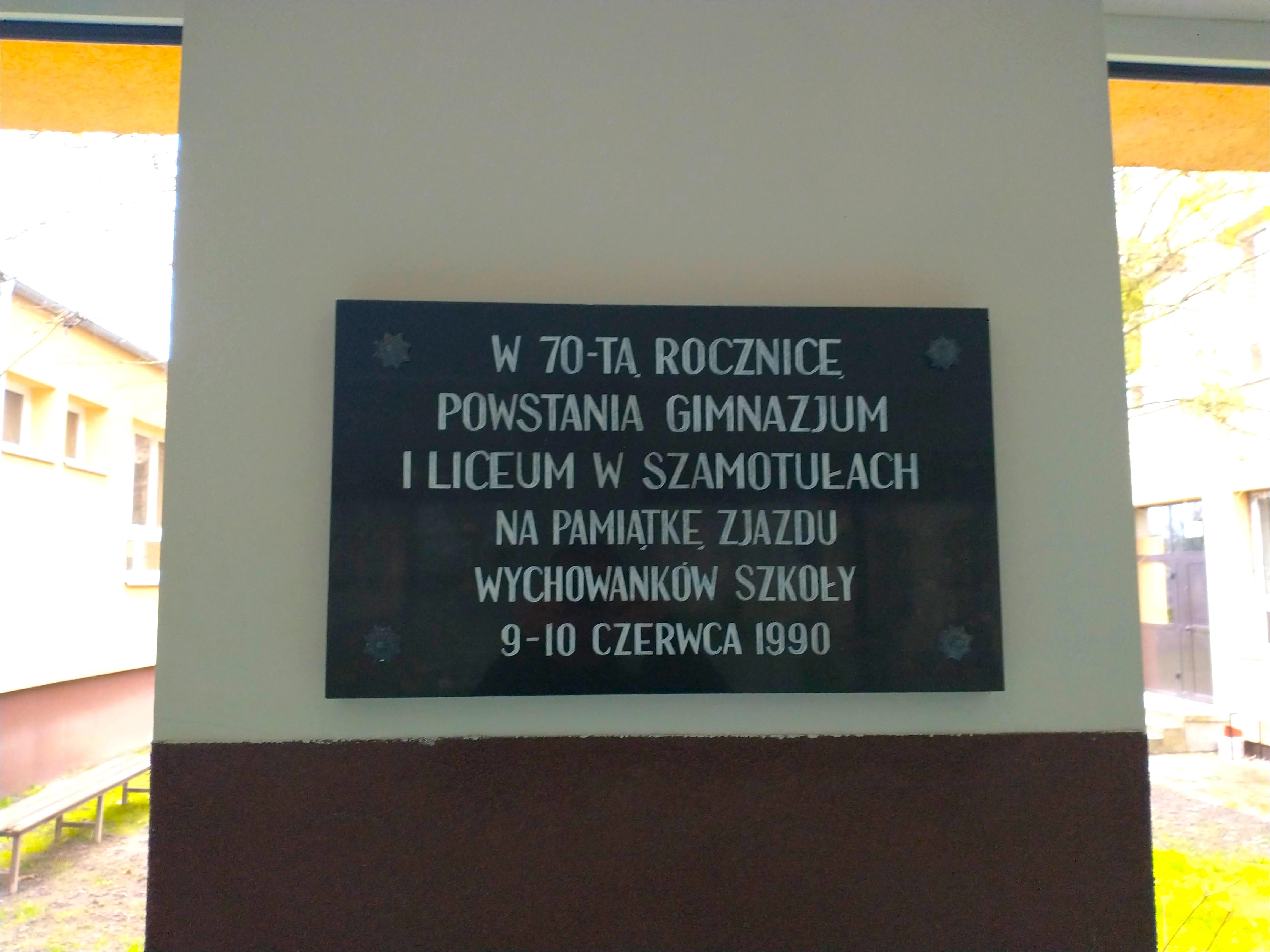
Tablica pamiątkowa z 1990
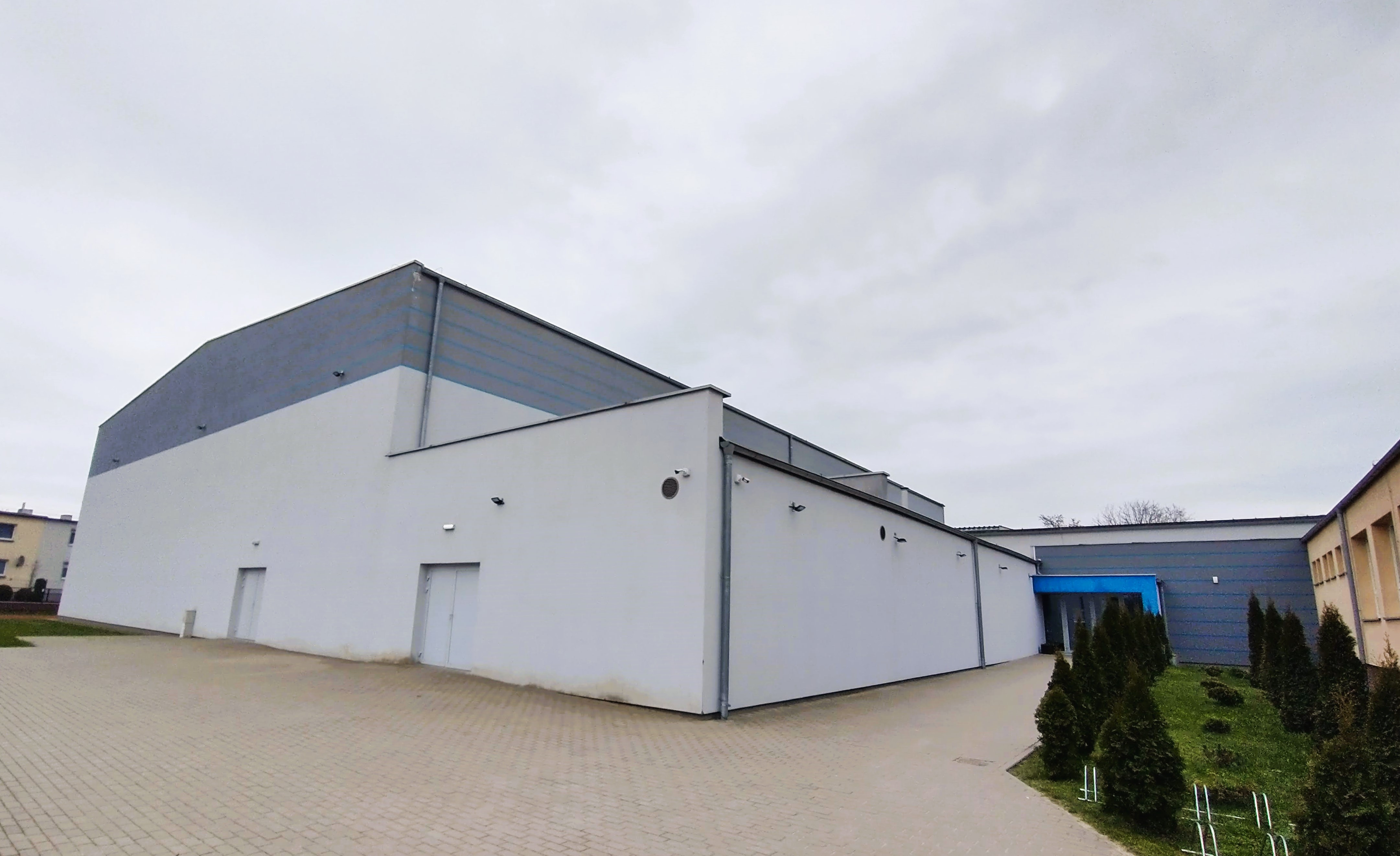
Hala sportowa